# Каргинское сельское поселение (Ростовская область)
Каргинское сельское поселение — муниципальное образование в Боковском районе Ростовской области.
Административный центр поселения — станица Каргинская.

## История
В июне 2000 года из состава Каргинского сельсовета (предшественника Каргинского сельского поселения) в состав Боковского сельсовета был передан хутор Коньков.
Каргинское сельское поселение создано в 2005 году на территории бывшего Каргинского сельсовета и с тех пор существует в неизменных границах.

## Состав сельского поселения
| № | Населённый пункт | Тип населённого пункта          | Население |
| - | ---------------- | ------------------------------- | --------- |
| 1 | Вислогузов       | хутор                           | ↘69       |
| 2 | Грушинский       | хутор                           | ↘163      |
| 3 | Каргинская       | станица, административный центр | ↘1543     |
| 4 | Климовка         | хутор                           | ↘171      |
| 5 | Латышев          | хутор                           | ↘202      |
| 6 | Попов            | хутор                           | ↗419      |
| 7 | Рогожкин         | хутор                           | ↘125      |

## Население
| 2010  | 2012  | 2013  | 2014  | 2015  | 2016  | 2017  | 2018  | 2019  |
| ----- | ----- | ----- | ----- | ----- | ----- | ----- | ----- | ----- |
| 2692  | ↗2703 | ↘2653 | ↘2631 | ↘2614 | ↘2607 | ↘2565 | ↘2512 | ↘2445 |
| 2020  | 2021  |       |       |       |       |       |       |       |
| ↗2451 | ↘2438 |       |       |       |       |       |       |       |